# كأس السوبر الغاني
كأس السوبر الغاني مباراة كرة قدم سنوية تقام بين الفريق الفائز بلقب الدوري الغاني الممتاز والفريق الفائز بكأس الاتحاد الغاني أقيمت أول بطولة موسم 1996–1997 أكثر الأندية مشاركة في البطولة هو نادي أشانتي كوتوكو

## الأبطال
| السنة | البطل              | النتيجة | الوصيف |
| ----- | ------------------ | ------- | ------ |
| 1997  | نادي هارتس أوف أوك | 1- 0    | غابوها |